# 聖喬治主教座堂 (諾維薩德)

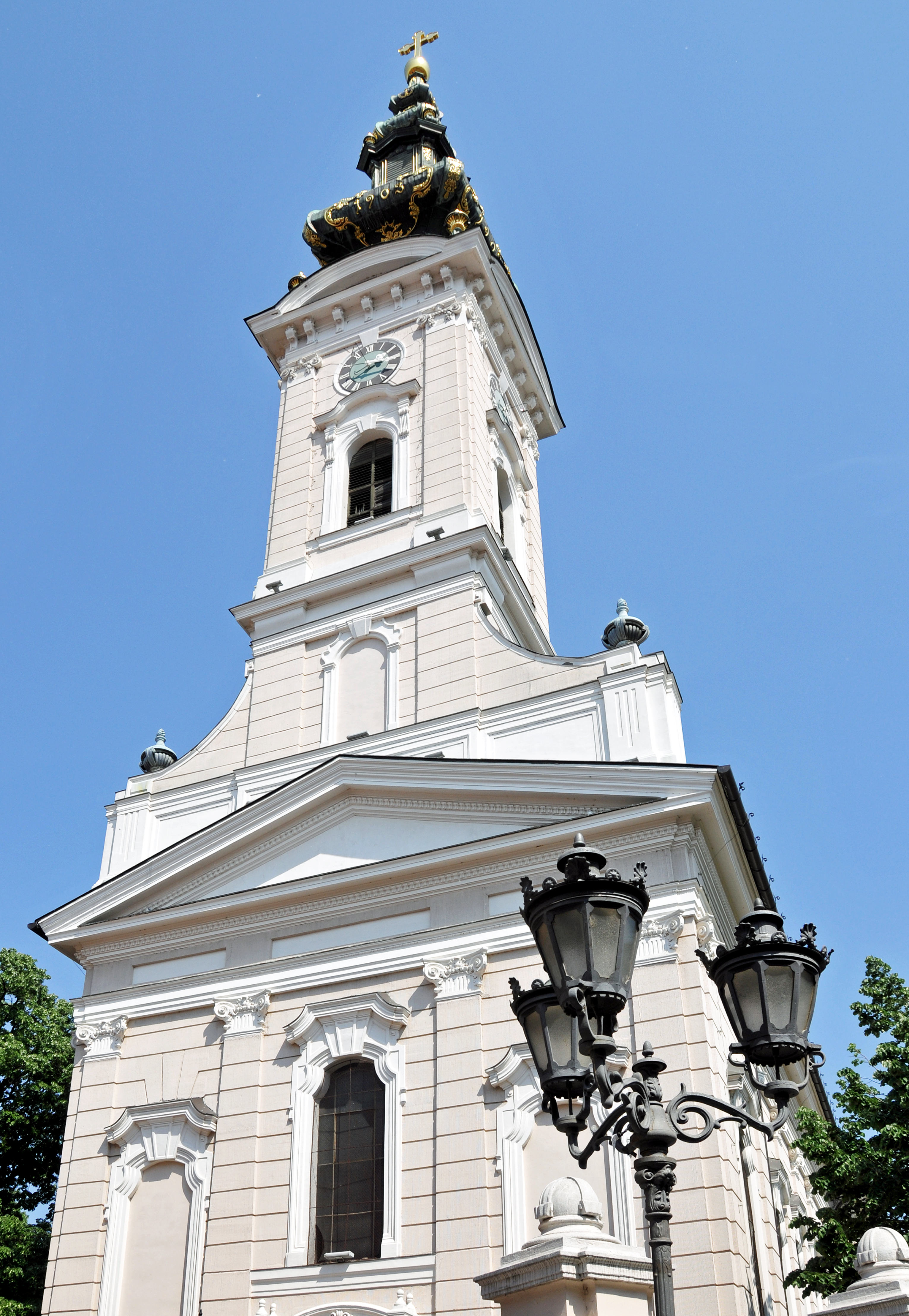

聖喬治主教座堂是位於塞爾維亞城市諾維薩德的一座塞爾維亞正教會的主教座堂。現在的教堂竣工於1905年。